# ヨハネの黙示録の四騎士

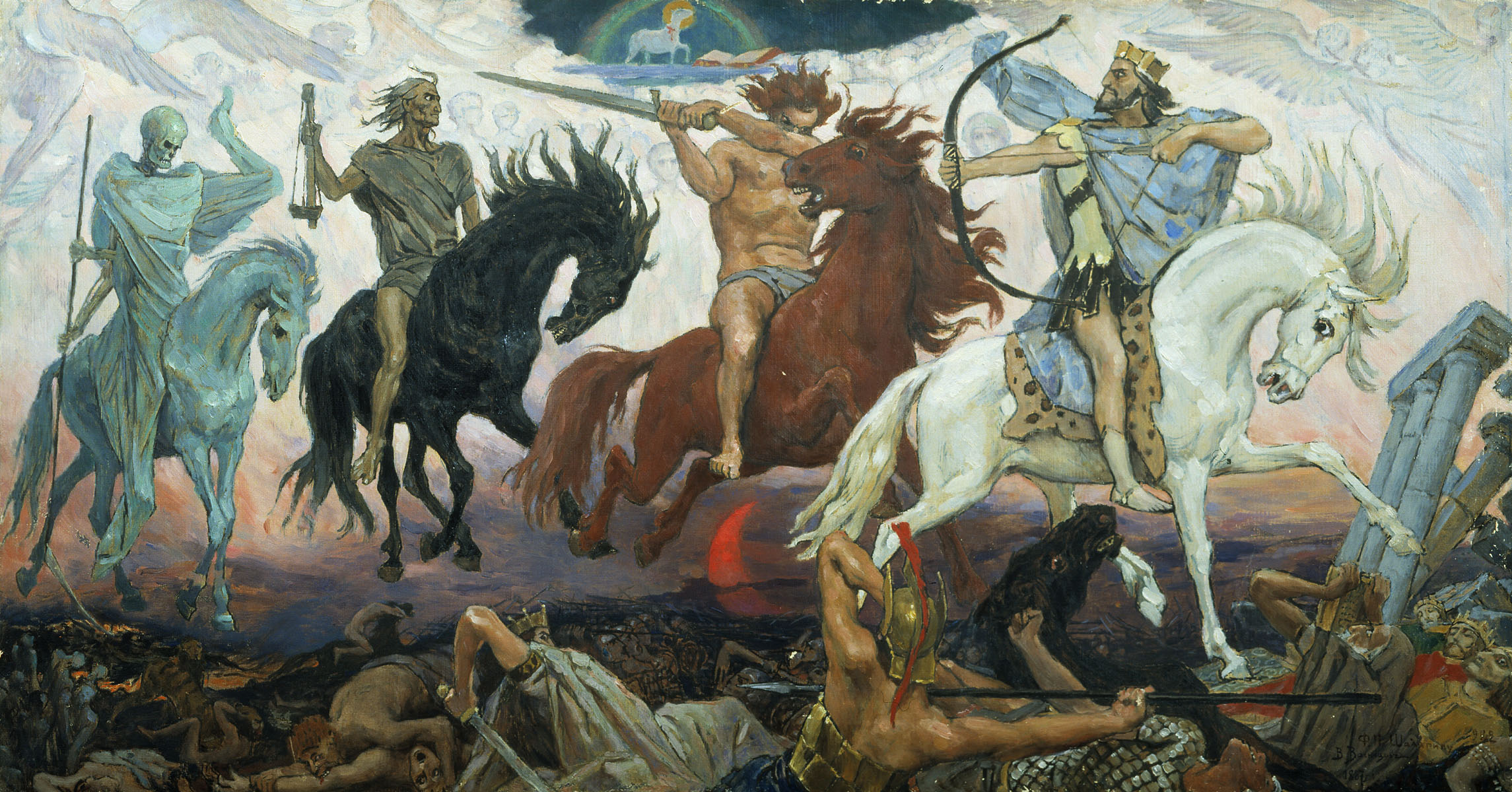
『黙示録の騎士』。ヴィクトル・ヴァスネツォフ作（1887年）。

ヨハネの黙示録の四騎士（ヨハネのもくしろくのよんきし）は、『ヨハネの黙示録』に記される四人の騎士とされているが、これは「馬に乗る者」（英語では「Horseman」）の意訳であり、原典には身分階級としての「騎士」に相当する単語は無い。小羊（キリスト）が解く七つの封印の内、始めの四つの封印が解かれた時に現れるという。四騎士はそれぞれが、地上の四分の一の支配、そして剣と飢饉と病・獣により、地上の人間を殺す権威を与えられているとされる。

## 第一の騎士

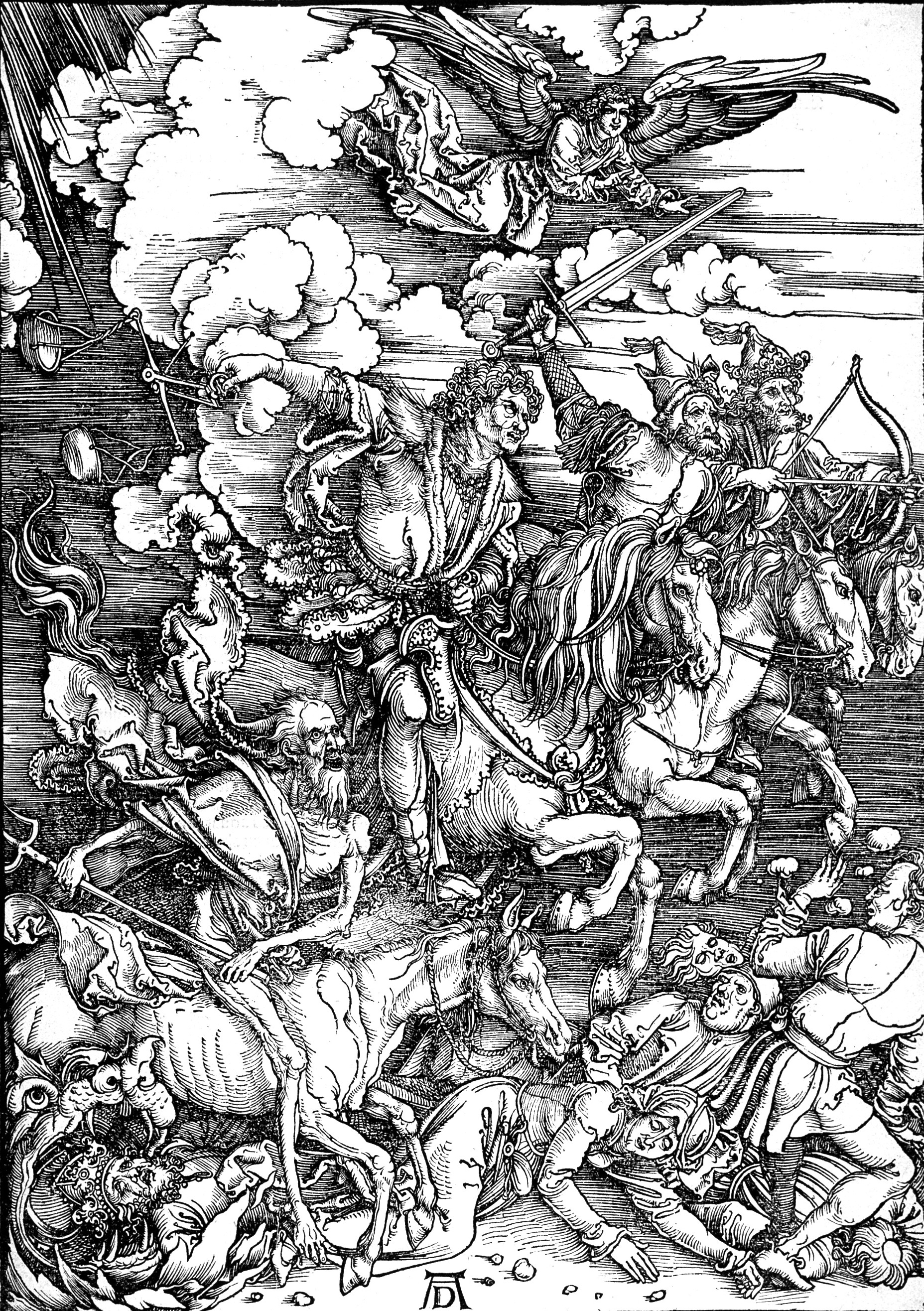
アルブレヒト・デューラーの木版画『黙示録の四騎士』

『ヨハネの黙示録』第6章第2節に記される、第一の封印が解かれた時に現れる騎士。白い馬に乗っており、手には弓を、また頭に冠を被っている。勝利の上の勝利（支配）を得る役目を担っているとされる。

## 第二の騎士
『ヨハネの黙示録』第6章第4節に記される、第二の封印が解かれた時に現れる騎士。赤い馬に乗っており、手に大きな剣を握っている。地上の人間に戦争を起こさせる役目を担っているとされる。

## 第三の騎士
『ヨハネの黙示録』第6章第6節に記される、第三の封印が解かれた時に現れる騎士。黒い馬に乗っており、手には食料を制限するための天秤を持っている。地上に飢饉をもたらす役目を担っているとされる。

## 第四の騎士
『ヨハネの黙示録』第6章第8節に記される、第四の封印が解かれた時に現れる騎士。青白い馬（蒼ざめた馬）に乗った「死」で、側に黄泉（ハデス）を連れている。疫病や野獣をもちいて、地上の人間を死に至らしめる役目を担っているとされる。
ギリシャ語のchloros（クロロス、緑）がpale（ペール、青白い）と訳されたもので、翻訳者によっては、病的な緑、または、白よりもむしろ灰色とされた。

## 解釈
多くのキリスト教徒は四騎士を未来の苦難の予言と解釈している。黙示録がすでに実現したという解釈では、1世紀のローマ帝国とパルティア王国の闘争の歴史という解釈や、赤い騎士が共産主義、黒い騎士がアフリカなど、現代に置き換える解釈も存在する。白い騎士がキリスト教という解釈では、その他の騎士は対比として反キリストの象徴とされる。また、すべての騎士がキリスト教に与えられた権威と力とする解釈では、白い騎士『勝利の上に勝利を』（キリスト教国家連合の絶対的地位）。赤い騎士『剣をもって争いを』（死の商人として他国を争わせる力）。黒い騎士『手にはかりを、小麦1デナリオン』（超大国のコモディティ、資源価格を統制できる権限）『オリーブ油を損なうな』（原油価格を統制せよ）、などの解釈がある。

## キリスト教外の俗用法
第四の騎手はタロットの死神のモデルとされている。クリント・イーストウッドが出演・監督した映画『ペイルライダー』のタイトルはこれから採られている。

## フィクションにおけるヨハネの黙示録の四騎士
音楽
- アフロディテス・チャイルド：1971年に発表された、新約聖書のヨハネの黙示録を題材としたアルバム『666』に「4人の騎手 - The Four Horsemen」という曲が収録されている。
- メタリカ：1983年発表のデビューアルバム『キル・エム・オール』に、黙示録の四騎士を題材にした「ザ・フォー・ホースメン」という曲が収録されている。
- MIssionary：音楽ゲーム『Dynamix』に『White Horse Disease』『Red Horse Massacre』『Black Horse Famine』『Grey Horse Underworld』が収録されている。

映画
- ワンス・アポン・ア・タイム・イン・アメリカ：1984年公開のギャング映画。作中で主人公の友人たちが「アポカリプスの三騎士」と呼ばれるようになり、そこに主人公が加わり「アポカリプスの四騎士」と呼ばれるようになる。

テレビドラマ
- 宇宙船レッド・ドワーフ号：第33話「にわかガンマン夢中の決闘」において、黙示録の騎士がモチーフとなった「アポカリプス兄弟」（正体はスペースギャングが送ったコンピューターウィルス「ハルマゲドンウィルス」）という指名手配犯が出てくる。長男のデス（死）、弟のブラザーウォー（戦争）・ブラザーハングリー（飢餓）・ブラザーペスト（疫病）から構成されている。

漫画
- 終わりのセラフ：未知のウイルスの蔓延時と同時に地上世界に出現した怪物。
- チェンソーマン：支配の悪魔、戦争の悪魔、飢餓の悪魔、死の悪魔、の登場が言及されている。
- 力王：正確には四騎士を模した人物が登場し、力王と死闘を繰り広げる。
- Fate/strangefake :正確には小説。偽りの聖杯戦争に召喚されたライダークラスのサーヴァント。真名は終末の四騎士の蒼き死の担い手「ペイルライダー」。

ゲーム
- 女神転生シリーズ：それぞれ「ホワイトライダー（White Rider）」「レッドライダー（Red Rider）」「ブラックライダー（Black Rider）」「ペイルライダー（Pale Rider）」という名で登場。
- ディビジョン(Tom Clancy's The Division)：侵略ミッション『ドラゴンズネスト』において、敵であるクリーナーズのメンバーからコレクティブと称する4人のボス「デス」「ウォー」「ファミン」「ペスティレンス」が登場する。
- ブラスレイター：「BLASSREITER」とはドイツ語。英語に直すと「PALERIDERS」で、「青ざめた騎手（騎士）」となる。
- レッド・デッド・リデンプション: アンデッド・ナイトメア（レッド・デッド・リデンプション: コンプリート・エディション）：西部開拓時代を舞台に、黙示録の4頭の馬にまたがりゾンビと戦うオープンワールドのアクション・シューティング・ゲーム。
- AR∀GO -ロンドン市警特殊犯罪捜査官-：四騎士をモチーフとした敵四幹部が登場。それぞれが各騎士の記述に由来した特殊能力や武器を持つ。
- スーパーナチュラル：アポカリプスにおいて四騎士が登場。黙示録とは多少異なり、「戦争」の騎士、「飢饉」の騎士、「疫病」の騎士、「死」の騎士で構成されている。各騎士が馬の色と同じ車を有している。
- Darksiders：ジョー・マデュレイラ作のアメコミおよびTHQが発売する同名のゲームソフト。「ウォー（War）」「フューリ（Fury）」「ストライフ（Strife）」「デス（Death）」の四騎士が登場する。
- ガンダムシリーズ：四騎士の名を冠したモビルスーツ「ペイルライダー」、「レッドライダー」、「ホワイトライダー」、「ブラックライダー」が登場する。
- フューチャーカード バディファイト：四騎士モチーフとした百鬼「黙示録の第一騎士 グラトス」「黙示録の第二騎士 ヴォレモス」「黙示録の第三騎士 アベルシア」「黙示録の第四騎士 サナトス」が登場する。
- Let it Die：黙示録の四騎士をモデルとした4forcemenという敵キャラクターが登場する。
- ケイオスリングスII：黙示録の四騎士を元にした四騎士が登場している。馬にこそ乗っていないがスキルとして馬を使う。名前は「ルール」、「ウォー」、「ファーミン」、「デス」となっている。作中の図書館に黙示録らしきものが存在する（四騎士の説明として登場）。
- lobotomy corporation：黙示録の四騎士をモデルとした「REDダメージ」「WHITEダメージ」「BLACKダメージ」「PALEダメージ」という攻撃が登場する
- NetHack：終盤に登場するモンスターとして「ペスティレンス」「フェミン」「デス」の3人の乗り手が登場する。「ウォー」に相当する乗り手が敵として出てこない理由は3人が主人公に投げかける言葉で示唆される。
- Fate/Grand Order:アニメPV「Memorial Movie 2023」にて、それらしきものが2:24に登場。ゲーム内では未登場。